# Neolalage banksiana
Neolalage banksiana là một loài chim thuộc chi đơn loài Neolalage trong họ Monarchidae.